# توربیورن فلدین
نیلس اولاف توربیورن فلدین (سوئدی: Thorbjörn Fälldin; زاده ۲۴ آوریل ۱۹۲۶ – درگذشته ۲۳ ژوئیه ۲۰۱۶) سیاستمدار اهل سوئد بود. وی از سال ۱۹۷۶ تا ۱۹۷۸ و از ۱۹۷۹ تا ۱۹۸۲ نخست‌وزیر سوئد و از ۱۹۷۱ تا ۱۹۸۵ رهبر حزب مرکزی سوئد بود.